# 陈大卫
陈大卫（1955年—），汉族，中华人民共和国政治人物、第十一届全国政协委员。
加入中国共产党，担任国务院信息办副主任、党组成员。2008年，当选第十一届全国政协委员，代表中国科学技术协会，分入第二十三组。并担任教科文卫体委员会专委。
2015年7月卸任住房和城乡建设部副部长一职。